# جی رایان (بازیگر)
جی رایان (به انگلیسی: Jay Ryan) بازیگر نیوزیلندی است.

## زندگی شخص
در سال ۲۰۱۲ جی رایان تأیید کرد که در یک رابطه به سر می‌برد. نامزد وی نویسنده است. رایان و عشق قدیمیش دیانا در مارس ۲۰۱۳ ازدواج کردند. آنها صاحب یه دختر به نام اوا شدند.

## جوایز
در سال ۲۰۰۳ نامزد دریافت جایزه Logie Awards of 2003 شد